# T.J. Green
T.J. Green (Sylacauga, 15 maggio 1995) è un giocatore di football americano statunitense che milita nel ruolo di cornerback per i Birmingham Stallions della United States Football League (USFL).

## Carriera

### Indianapolis Colts
Al college, Green giocò a football con i Clemson Tigers dal 2013 al 2015. Nel primo anno giocò come wide receiver, prima di essere spostato in difesa la stagione successiva. Fu scelto nel corso del secondo giro (57º assoluto) nel Draft NFL 2016 dai Indianapolis Colts. Nella sua stagione da rookie disputò 15 partite, 4 delle quali come titolare, con 43 tackle e 2 passaggi deviati.

## Statistiche
| Partite totali      | 15  |
| Partite da titolare | 4   |
| Tackle totali       | 43  |
| Sack                | 0,0 |
| Intercetti          | 0   |
| Fumble forzati      | 0   |

Statistiche aggiornate alla stagione 2016